# دهستان مرغملک
مرغملک، دهستانی از توابع بخش لاران شهرستان شهرکرد در استان چهارمحال و بختیاری است.

## جمعیت
براساس سرشماری سال ۱۳۸۵ جمعیت آن ۲٬۳۴۲ نفر (۵۸۹ خانوار) بوده‌است.